# West Branch Croton River
West Branch Croton River – rzeka w Stanach Zjednoczonych, w stanie Nowy Jork, w hrabstwach Putnam oraz Westchester, jako część zlewni rzeki Croton należy do nowojorskiej sieci wodociągowej. Długość cieku nie została oszacowana przez USGS, natomiast powierzchnia zlewni wynosi 80,4 mila kwadratowa (208 km2).
Na rzece znajdują się następujące zbiorniki retencyjne: Jezioro Sagamore, Boyds Corner Reservoir, West Branch Reservoir oraz Croton Falls Reservoir.
Główny dopływ rzeki to Black Pond Brook.